# Чиж, Иван Сергеевич
Иван Сергеевич Чиж (род. 1 мая 1952 года, Старосинявский район Хмельницкой области) — украинский политик, член Политисполкома партии «Справедливость», глава Государственного комитета телевидения и радиовещания Украины (2002—2006).
Народный депутат Верховной рады Украины II—III созывов.
Действительный член Международной Славянской академии наук.

## Биография
Окончил факультеты журналистики и юридический Киевского университета имени Тараса Шевченко.
Почетный Председатель Совета партии «Справедливость». Учредитель еженедельника «Народная справедливость».
В 2002—2006 годах возглавлял Государственный комитет телевидения и радиовещания Украины (до января 2003 года Государственный комитет информационной политики, телевидения и радиовещания).
Награждён орденами «За заслуги» (III ст. — 1998, II ст. — 2004), 2 орденами Святого князя Владимира (УПЦ).
Заслуженный журналист Украины (2002).